# Anton Bernard Gürtler
Anton Bernard Gürtler (13. května 1726, Falknov, Kytlice – 28. května 1791) byl český katolický kněz, titulární biskup v Tiene a apoštolský nuncius.

## Život
Narodil se ve Falknově na Děčínsku jako syn obchodníka a pozlacovače Antonína Gürtlera. Studoval na gymnáziu v České Lípě, později v jezuitském semináři v Jičíně. Zde se též věnoval zpěvu a hře na lesní roh. Pak odešel do Prahy, do semináře sv. Václava jako „musicus“ a posluchač filozofie. Od mládí byl výborným lingvistou a znal řadu cizích jazyků. Po vystudování teologie byl 17. května 1750 vysvěcen na kněze a dosáhl titulu ThDr.
Po dokončení studií odešel do Vídně, kde ho místní arcibiskup vřele doporučil císařovně Marii Terezii. Gürtler na ni zapůsobil natolik, že se stal nejen jejím zpovědníkem, ale i její dcery Marie Karolíny. Když se roku 1768 zasnoubila s Ferdinandem IV., králem obojí Sicílie, odešel s ní Gürtler do Neapole. Jako velký hudební mecenáš zde podporoval všechny české umělce, kteří přišli do Neapolska. Sám rovněž výtečně hrál na housle a byl výtečným krajinářem. V Itálii působil tak úspěšně, že byl 14. června 1773 jmenován titulárním biskupem v Tiene a 29. června 1773 byl na biskupa vysvěcen.
Gürtler nikdy nezapomněl na svůj rodný kraj. Když se Falknovští rozhodli vystavět kostel sv. Antonína Paduánského v Kytlici a oddělit se od farnosti Prysk, pomohl jim nejen finančně, ale vymohl souhlas ke stavbě kostela na litoměřické konzistoři a dal vypracovat stavební plány. Svého bratra pak pověřil dozorem na stavbou. Z celkového nákladu 13 tisíc zlatých uhradil biskup Gürtler sám 9 500 zlatých. Postaral se i o vybavení kostela mobiliářem, paramenty a vším, co bylo potřeba k bohoslužbám. Některé věci dal do Falknova dovézt přímo z Itálie. Kostel byl 10. října 1782 slavnostně vysvěcen.
Když byl biskup Gürtler vyslán roku 1790 na korunovaci císaře Leopolda II., působil již ve funkci papežského nuncia. Využil tehdy příležitosti a 19. října 1790 navštívil rodnou obec. Na zpáteční cestě do Říma však těžce onemocněl a 28. května 1791 zemřel ve stáří 65 let.
Ve Falknově mu byl 9. října 1795 odhalen na vnější straně kostela pomník (autor sochař Antonín Max).